# District de Panna
Le district de Panna (hindi : पन्ना जिला) est un district de l'état du Madhya Pradesh, en Inde. Il est réputé pour ses gisements diamantifères.

## Géographie
Le district de Panna s'étend entre les parallèles de 23° 45' et de 25° 10' de latitude nord, et les méridiens 79° 45' et 80° 40' de longitude est. Sa superficie est de 7 135 km2 et au recensement de 2011, sa population compte 1 016 028 habitants. Son chef-lieu est la ville de Panna.
La Ken draine la région, et c'est dans ce district que se trouvent les chutes de Pandav (30 m) et de Gatha (91 m). La principale attraction touristique du district est le Parc national de Panna.